# 突発性食道破裂
突発性食道破裂（とっぱつせいしょくどうはれつ、特発性食道破裂{とくはつせい-},英 Idiopathic esophageal perforation{Boerhaave’s syndrome}とも）とは、健全な食道が嘔吐などにより、食道内圧が高まった時に、脆弱な部分が破れ、食道穿孔をきたす疾患のこと。

## 検査
- 胸部レントゲン
  - 単純レントゲンでは発症早期や消化管内容の漏出が少ないときには診断がつかないことも多い。
- 胸部CT
- 上部消化管造影
  - 縦郭内への漏出を念頭に置き、バリウムではなくガストログラフィンを用いる。

## 治療
破裂・穿孔部位を縫合・閉鎖が必要となることがほとんどで、外科手術が基本となる。創が小さく保存的に治療されることもある。